# Odprto prvenstvo Anglije 1999
Odprto prvenstvo Anglije 1999 je teniški turnir za Grand Slam, ki je med 21. junijem in 4. julijem 1999 potekal v Londonu.

## Moški posamično
Pete Sampras :  Andre Agassi 6-3 6-4 7-5

## Ženske posamično
Lindsay Davenport :  Steffi Graf 6-4 7-5

## Moške dvojice
Mahesh Bhupathi /  Leander Paes :  Paul Haarhuis /  Jared Palmer 6-7(10-12) 6-3 6-4 7-6(7-4)

## Ženske  dvojice
Lindsay Davenport /  Corina Morariu :  Mariaan de Swardt /  Elena Tatarkova 6-4 6-4 

## Mešane dvojice
Leander Paes /  Lisa Raymond :  Jonas Björkman /  Ana Kurnikova 6-4 3-6 6-3